# Chlorolestes tessellatus
Chlorolestes tessellatus – gatunek ważki z rodziny Synlestidae. Prawdopodobnie jest endemitem RPA.
Imago lata od listopada do końca maja, jednak spotyka się osobniki dorosłe latające przez cały rok. Długość ciała 54 mm. Długość tylnego skrzydła 30,5–31,5 mm.